# 小嘴獅子魚
小嘴獅子魚，為輻鰭魚綱鮋形目杜父魚亞目獅子魚科的其中一種，分布於東北太平洋美國阿拉斯加北部至東南部海域，棲息深度可達10公尺，為底棲性魚類，體長可達16.7公分，生活在淺海及河口區，屬肉食性，生活習性不明。